# Janowo (gmina Ostróda)
Janowo (niem. Johannisberg) – wieś w Polsce, położona w województwie warmińsko-mazurskim, w powiecie ostródzkim, w gminie Ostróda.
W latach 1975–1998 miejscowość administracyjnie należała do województwa olsztyńskiego.